# КветцСат-1
«КветцСат-1» (англ. QuetzSat-1) — мексиканский коммуникационный космический аппарат (КА), изготовленный калифорнийской фирмой Space Systems/Loral, по заказу глобального оператора спутниковой связи SES.
Запуск был произведен 29 сентября 2011 года с космодрома Байконур ракетой «Протон-М» с разгонным блоком «Бриз-М». В 7:45 мск 30 сентября управление спутником было передано заказчику.

## Назначение

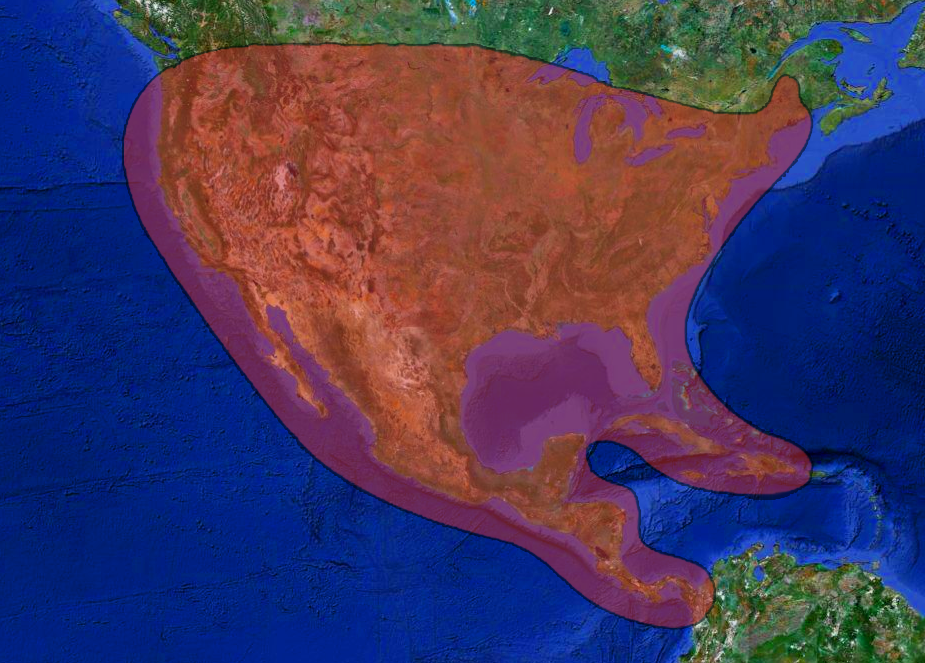
Зона обслуживания спутника «КвецСат-1»

Спутник «КвецСат-1» предназначен для обеспечения телекоммуникационными услугами связи и цифрового телевещания на территории Мексики, а также Северной и Центральной Америки.
КА будет работать на геостационарной орбите в позиции 77° з. д., которую правительство Мексики передало в использование мексиканской компании QuetzSat, подразделению спутникового оператора SES. Компания EchoStar будет использовать этот спутник для непосредственного вещания на территории Мексики и США.

## Характеристики
КА QuetzSat-1 создан компанией Space Systems/Loral (SS/L) на базе космической платформы SS/L 1300, которая обеспечивает высокую мощность для современного непосредственного вещания. Срок активной эксплуатации спутника превысит 15 лет.
КА оснащен 32-я активными транспондерами Ku-диапазона.
| Габаритные размеры в орбитальной позиции              | 7,015х32,45х7,34 м  |
| Диапазоны рабочих частот:                             |                     |
| канал «Земля — борт»                                  | 17,3-17,8 ГГц       |
| канал «борт — Земля»                                  | 12,2-12,7 ГГц       |
| Диапазоны частот телеметрических и командных каналов: |                     |
| канал «Земля — борт»                                  | 17,793 и 17,797 ГГц |
| канал «борт — Земля»                                  | 12,692-12,699 ГГц   |